# Biserska reka
Biserska reka (bulgariska: Бисерска река) är ett vattendrag i Bulgarien.   Det ligger i regionen Chaskovo, i den sydöstra delen av landet, 250 kilometer öster om huvudstaden Sofia.
Trakten runt Biserska reka består till största delen av jordbruksmark. Runt Biserska reka är det ganska glesbefolkat, med 34 invånare per kvadratkilometer.